# VTT aux Jeux olympiques d'été de 2008
Navigation
Athènes 2004 Londres 2012
Les épreuves de Vélo tout terrain (VTT) des Jeux olympiques d'été de 2008 se sont déroulées les 22 et 23 août 2008 sur le site de Laoshan, près de Pékin.

## Calendrier
| Calendrier des épreuves cyclistes | Calendrier des épreuves cyclistes | Calendrier des épreuves cyclistes | Calendrier des épreuves cyclistes | Calendrier des épreuves cyclistes | Calendrier des épreuves cyclistes | Calendrier des épreuves cyclistes | Calendrier des épreuves cyclistes | Calendrier des épreuves cyclistes | Calendrier des épreuves cyclistes | Calendrier des épreuves cyclistes | Calendrier des épreuves cyclistes | Calendrier des épreuves cyclistes | Calendrier des épreuves cyclistes | Calendrier des épreuves cyclistes | Calendrier des épreuves cyclistes | Calendrier des épreuves cyclistes | Calendrier des épreuves cyclistes | Calendrier des épreuves cyclistes |
| Août 2008                         | Août 2008                         | 8                                 | 9                                 | 10                                | 11                                | 12                                | 13                                | 14                                | 15                                | 16                                | 17                                | 18                                | 19                                | 20                                | 21                                | 22                                | 23                                | 24                                |
| --------------------------------- | --------------------------------- | --------------------------------- | --------------------------------- | --------------------------------- | --------------------------------- | --------------------------------- | --------------------------------- | --------------------------------- | --------------------------------- | --------------------------------- | --------------------------------- | --------------------------------- | --------------------------------- | --------------------------------- | --------------------------------- | --------------------------------- | --------------------------------- | --------------------------------- |
| VTT                               | Pictogramme VTT                   |                                   |                                   |                                   |                                   |                                   |                                   |                                   |                                   |                                   |                                   |                                   |                                   |                                   |                                   | 1                                 | 1                                 |                                   |

|  | Jour de compétition |  | Jour de finale | 4 | Nombre de finales |

## Qualifications
Un pays ne peut engager que 3 cyclistes masculins et 2 cyclistes féminines au maximum s'ils entrent dans les critères de qualification.
- Calendrier des épreuves qualificatives :
  - 8-11 mars 2007 : Championnats des Amériques,  Villa La Angostura
  - 23-25 mars 2007 : Championnats d'Océanie,  Thredbo
  - 28-29 juillet 2007 : Championnats d'Afrique,  Windhoek
  - 4-5 août 2007 : Championnats d'Asie,  Suzhou
  - 31 décembre 2007 : Classement UCI par nation

| Hommes                    | Classement par nations   | Cyclistes par nation | Qualifiés                        |
| ------------------------- | ------------------------ | -------------------- | -------------------------------- |
| Classement UCI par nation | 1 à 5 6 à 13 14 à 24     | 3 2 1                |                                  |
| Championnats d'Afrique    | 2 premiers en individuel | 1                    | Burry Stander Mannie Heymans     |
| Championnat des Amériques | 2 premiers en individuel | 1                    | Geoff Kabush Todd Wells          |
| Championnats d'Asie       | 2 premiers en individuel | 1                    | Ji Junhua Chan Chun Hing         |
| Championnats d'Océanie    | 2 premiers en individuel | 1                    | Chris Jongewaard Stuart Houltham |

| Femmes                    | Classement par nations  | Cyclistes par nation | Qualifiées     |
| ------------------------- | ----------------------- | -------------------- | -------------- |
| Classement UCI par nation | 1 à 8 9 à 18            | 2 1                  |                |
| Championnats d'Afrique    | 1re place en individuel | 1                    | Yolande Speedy |
| Championnat des Amériques | 1re place en individuel | 1                    | Georgia Gould  |
| Championnats d'Asie       | 1re place en individuel | 1                    | Li Ying        |
| Championnats d'Océanie    | 1re place en individuel | 1                    | Rosara Joseph  |

## Résultats
| Classement | Nom                     | Temps                          |
| ---------- | ----------------------- | ------------------------------ |
| Or         | Julien Absalon          | 1 h 55 min 59 s                |
| Argent     | Jean-Christophe Péraud  | 1 h 57 min 06 s (+1 min 07 s ) |
| Bronze     | Nino Schurter           | 1 h 57 min 52 s (+1 min 53 s ) |
| 4          | Christoph Sauser        | 1 h 57 min 54 s (+1 min 55 s ) |
| 5          | Marco Aurelio Fontana   | 1 h 59 min 59 s (+4 min 00 s ) |
| 6          | Christoph Soukup        | 2 h 00 min 11 s (+4 min 12 s ) |
| 7          | Liam Killeen            | 2 h 00 min 14 s (+4 min 15 s ) |
| 8          | Inaki Lejarreta Errasti | 2 h 00 min 21 s (+4 min 22 s ) |
| 9          | Sven Nys                | 2 h 01 min 00 s (+5 min 01 s ) |
| 10         | José Antonio Hermida    | 2 h 01 min 01 s (+5 min 02 s ) |

| Classement | Nom                   | Temps                          |
| ---------- | --------------------- | ------------------------------ |
| Or         | Sabine Spitz          | 1 h 45 min 11 s                |
| Argent     | Maja Włoszczowska     | 1 h 45 min 52 s (+0 min 41 s ) |
| Bronze     | Irina Kalentieva      | 1 h 46 min 28 s (+1 min 17 s ) |
| 4          | Catharine Pendrel     | 1 h 46 min 37 s (+1 min 26 s ) |
| 5          | Chengyuan Ren         | 1 h 47 min 40 s (+2 min 29 s ) |
| 6          | Petra Henzi           | 1 h 48 min 41 s (+3 min 30 s ) |
| 7          | Mary McConneloug      | 1 h 50 min 34 s (+5 min 23 s ) |
| 8          | Georgia Gould         | 1 h 50 min 51 s (+5 min 40 s ) |
| 9          | Rosara Joseph         | 1 h 51 min 07 s (+5 min 56 s ) |
| 10         | Aleksandra Dawidowicz | 1 h 51 min 21 s (+6 min 10 s ) |

## Tableau des médailles
| Rang | Nation    | Or | Argent | Bronze | Total |
| ---- | --------- | -- | ------ | ------ | ----- |
| 1    | France    | 1  | 1      | 0      | 2     |
| 2    | Allemagne | 1  | 0      | 0      | 1     |
| 3    | Pologne   | 0  | 1      | 0      | 1     |
| 4    | Russie    | 0  | 0      | 1      | 1     |
| 4    | Suisse    | 0  | 0      | 1      | 1     |